# فليكا جاسينيكا
فليكا جاسينيكا (بالصربية السيريلية Велика Јасеница) هي قرية في البوسنة والهرسك. وهي تقع في بلدية بوزانسكا كروبا التابعة لكانتون يونا-سانا في اتحاد البوسنة والهرسك. طبقا لنتائج تعداد البوسنة عام 2013 فقد كان عدد سكانها 11 نسمة.

## التركيبة السكانية

### التطور التاريخي للسكان
| 1961 | 1971 | 1981 | 1991 | 2013 |
| ---- | ---- | ---- | ---- | ---- |
| 303  | 288  | 127  | 107  | 11   |

### توزيع السكان حسب الجنسية (1991)
وفي عام 1991، كان عدد سكان القرية 107 نسمة وكانوا جميعا من الصرب.

## وصلات خارجية
- (بالإنجليزية) Maplandia